# Matthieu Chalmé
Matthieu Chalmé (ur. 7 października 1980 w Bruges) – francuski piłkarz grający na pozycji prawego obrońcy w Girondins Bordeaux.

## Kariera klubowa
Matthieu Chalmé rozpoczynał piłkarska karierę w Girondins Bordeaux. Następnie występował w FC Libourne-Saint-Seurin, grającym w Championnat de France amateur. W  2002 roku trafił do Lille OSC. W nowym zespole zadebiutował 3 sierpnia w przegranym 0:3 spotkaniu z Bordeaux, a w sezonie 2002/2003 zaliczył łącznie 20. ligowych meczów. W kolejnych rozgrywkach strzelił swoje pierwsze gole w Ligue 1. Uczynił to w pojedynku z AC Ajaccio, w którym zdobył trzy bramki i zapewnił drużynie zwycięstwo. Przez następne trzy lata był podstawowym zawodnikiem Lille i wystąpił w 88. meczach.
Latem 2007 roku Chalmé przeszedł do Girondins Bordeaux. W jego barwach zadebiutował 4 sierpnia w wygranym 1:0 spotkaniu z RC Lens. Szybko wywalczył miejsce w pierwszym zespole i stał się podstawowym obrońcą. W sezonie 2008/2009 strzelił pierwszego gola dla Bordeaux, w meczu przeciwko Le Mans, przyczyniając się do zwycięstwa. Wraz z drużyną sięgnął po tytuł mistrza Francji. W kolejnych rozgrywkach rozegrał w lidze 33 spotkania, a jego klub dotarł do ćwierćfinału Ligi Mistrzów, w którym odpadł po dwumeczu z Olympique Lyon.
21 stycznia 2013 roku, przeszedł na zasadzie wypożyczenia do AC Ajaccio.
| Sezon   | Klub               | Kraj    | Rozgrywki | Mecze | Bramki | Rozgrywki Europy                    | Mecze | Bramki |
| ------- | ------------------ | ------- | --------- | ----- | ------ | ----------------------------------- | ----- | ------ |
| 2002/03 | Lille OSC          | Francja | Ligue 1   | 20    | 0      | Liga Europy UEFA                    | 4     | 0      |
| 2003/04 | Lille OSC          | Francja | Ligue 1   | 20    | 3      | -                                   | -     | -      |
| 2004/05 | Lille OSC          | Francja | Ligue 1   | 28    | 0      | Liga Europy UEFA                    | 11    | 0      |
| 2005/06 | Lille OSC          | Francja | Ligue 1   | 30    | 0      | Liga Mistrzów UEFA Liga Europy UEFA | 5 3   | 0 0    |
| 2006/07 | Lille OSC          | Francja | Ligue 1   | 30    | 0      | Liga Mistrzów UEFA                  | 10    | 0      |
| 2007/08 | Girondins Bordeaux | Francja | Ligue 1   | 34    | 0      | Liga Europy UEFA                    | 5     | 0      |
| 2008/09 | Girondins Bordeaux | Francja | Ligue 1   | 32    | 1      | Liga Mistrzów UEFA                  | 6     | 0      |
| 2009/10 | Girondins Bordeaux | Francja | Ligue 1   | 33    | 0      | Liga Mistrzów UEFA                  | 9     | 0      |
| 2010/11 | Girondins Bordeaux | Francja | Ligue 1   | 20    | 0      | -                                   | -     | -      |
| 2011/12 | Girondins Bordeaux | Francja | Ligue 1   | 8     | 0      | -                                   | -     | -      |
| 2012/13 | Girondins Bordeaux | Francja | Ligue 1   | 1     | 0      | Liga Europy UEFA                    | 1     | 0      |
| 2012/13 | AC Ajaccio (wyp.)  | Francja | Ligue 1   | 12    | 0      | -                                   | -     | -      |
| 2013/14 | Girondins Bordeaux | Francja | Ligue 1   | 0     | 0      | -                                   | -     | -      |

Stan na: 28 maja 2013 r.